# Katherine Ellis
Katherine Ellis (* 21. Juni 1965 in London) ist eine britische Sängerin und Songwriterin, überwiegend im House/Dance-Bereich.
Katherine Ellis ist seit Anfang der 1990er Jahre als Sängerin zahlreicher House- und Dance-Titeln zu hören. Seit Ende der 1990er Jahre betätigt sie sich auch zusätzlich oftmals im Songwriting. 2013 wirkte sie als Solo-Sängerin am Soundtrack des Films Gravity mit.

## Diskografie (Auswahl)

### Singles
- 1994: Back to Basics – Always
- 1997: Ruff Driverz – Don`t Stop
- 1997: Ruff Driverz – Deeper Love
- 1998: Ruff Driverz – Shame
- 2001: WOSP – Gettin` into You
- 2002: Raven Maize – Fascinated
- 2005: Lee Coombs – Shiver
- 2006: Roger Sanchez – Lost
- 2006: Mark Knight feat Katherine Ellis – Insatiable
- 2006: Meat Katie – What I Like
- 2007: ASBO – Let the Beat Hit´ Em
- 2008: Cerrone – Laiser Toucher
- 2008: Freemasons feat. Katherine Ellis – When You Touch Me
- 2009: Soulshaker – Time 2 Play
- 2010: Oxford Hustlers feat. Katherine Ellis – Love U More
- 2010: Katherine Ellis & Addict DJs – I`m Coming Out
- 2011: Samuele Sartine ft. Katherine Ellis – Jumping
- 2013: Booker T – Give me Joy
- 2014: ATFC feat. Katherine Ellis – Fakerman 2014